# Knížecí palác (Dubrovník)
Knížecí palác (chorvatsky: Knežev dvor), známý také jako Rektorský palác (jak byl nazýván Italy) je palác v chorvatském městě Dubrovník. Bylo to sídlo vládce (rettore, knez) Republiky Dubrovník od 14. století do roku 1808. Byl postaven v gotickém slohu, ale má také renesanční a barokní prvky. Původní palác byl v roce 1435 zničen požárem a městský stát se rozhodl postavit palác nový. Práce byla nabídnuta staviteli Onofriovi della Cava z Neapole. Výbuch zde skladovaného střelného prachu budovu v roce 1463 těžce poškodil, ale vláda odmítla radikálně renesanční přestavbu, kterou jí nabízel Michelozzo. Gotická podstata budovy tak byla zachráněna. Jisté renesanční prvky byly ale v 15: století přeci jen doplněny. Budova utrpěla škody při zemětřesení v roce 1520 a znovu v roce 1667. Oprava se pak nesla v barokním duchu. Vládní přestala být budova výnosem Napoleona, který Dubrovnickou republiku roku 1808 zrušil. Od roku 1872 v paláci působí historické oddělení Dubrovnického muzea.